# Xystrocera ferreirae
Xystrocera ferreirae är en skalbaggsart som beskrevs av Martins 1980. Xystrocera ferreirae ingår i släktet Xystrocera och familjen långhorningar.
Artens utbredningsområde är Moçambique. Inga underarter finns listade i Catalogue of Life.